# Amphoritheca beccarii
Amphoritheca beccarii là một loài Rêu trong họ Funariaceae. Loài này được Hampe mô tả khoa học đầu tiên năm 1872.